# Prvenstvo Rusije u vaterpolu 2006./07.
Prvenstvo Rusije u vaterpolu 2006/07.

## Sudionici
(popis nepotpun)
"Lukoil" iz Volgograda, "Sintez" iz Kazana, "Šturm" iz Čehova...

## Rezultati
Konačna ljestvica nakon ligaškog dijela natjecanja:

### Poredak lige od 7. – 14. mjesta
```
Mj. Klub                             Bod
7.  LUKoil-Spartak VGPU (Volgograd)  35
8.  Šturm-Junior (Čehov)             34
9.  Iljičevec (Mariupolj)            32
10. Kaz. ATK (Alma-Ata)              24
11. Himik (Kazan)                    18
12. Spartak (Astrahan)               13
13. Majak (Moskva)                   12
14. VMF (Petrograd)                   2
```

## Doigravanje

### Za 3. mjesto
21. svibnja

Dinamo-Olimpijski - Lukoil-Spartak 7:9 (2:5,1:1,1:1,3:2)
26. svibnja

Lukoil-Spartak - Dinamo-Olimpijski 8:7 (0:1,2:2,2:4,3:0)
"Lukoil-Spartak" je osvojio treće mjesto.

### Završnica
1. susret, 16. svibnja

Sintez - Šturm-2002 12:6 (3:2, 2:1, 3:2, 4:1)
2. susret, 30. svibnja

Šturm-2002 - Sintez 10:11 ( 4:6,1:1,3:2,2:2 )
Prvaci Rusije za sezonu 2006/07. su vaterpolisti kazanskog "Sinteza".

## Konačni poredak
1. Sintez (Kazan) - prvak

2. Šturm-2002 (Moskovska oblast) - doprvak (srebro)

3. Lukoil-Spartak (Volgograd) - brončani 

4. Dinamo-Olimpijski (Moskva)

5. Dinamo-2 (Moskva) 

6. CSK VMF (Moskva)

7. LUKoil-Spartak VGPU (Volgograd) 

8. Šturm-Junior (Čehov)  

9. ILjičevec (Mariupolj) 

10. Kaz. ATK (Alma-Ata) 

11. Himik (Kazan) 

12. Spartak (Astrahan) 

13. Majak (Moskva) 

14. VMF (Petrograd)

## Vanjske poveznice
- Чемпионат России (мужчины) сезона 2006-07.